# José Félix Estigarribia
José Félix Estigarribia Insaurralde (Caraguatay, 21 de febrero de 1888-Loma Grande, 7 de septiembre de 1940) fue un militar, político y estadista paraguayo, quien fue comandante en jefe del Ejército Paraguayo durante la guerra del Chaco (1932-1935) y posteriormente ejerció como presidente del Paraguay (1939-1940).
Estigarribia fue presidente de facto desde el 19 de febrero de 1940, —al suspender la Constitución—, hasta su fallecimiento a causa de un accidente de aviación, el 7 de septiembre del mismo año.
Fue ascendido póstumamente al grado de mariscal por Decreto-Ley N.º 2984 del gobierno de Higinio Morínigo, fechado el 8 de septiembre de 1940, y es reconocido como uno de los destacados oficiales del Ejército Paraguayo que llevaron al Paraguay a la victoria contra Bolivia en la Guerra del Chaco.

## Primeros años
José Félix Estigarribia nació el 21 de febrero de 1888 en Caraguatay, Departamento de la Cordillera, hijo de Mateo Estigarribia y Casilda Insaurralde. En 1903, ingresó a la Escuela Nacional de Agricultura, bajo la dirección de Moisés Santiago Bertoni, donde se graduó como agrónomo. Entre 1906 y 1908, trabajó como ujier en los tribunales para solventar su carrera de bachiller. En 1908, se reincorporó a la Revolución del 2 de julio, liderada por el mayor Albino Jara.

## Carrera militar
El 1 de mayo de 1910, ingresó al Ejército Paraguayo, siendo designado teniente segundo en comisión. Entre 1911 y 1913, asistió a la Escuela Militar del Libertador Bernardo O'Higgins en Chile, donde sirvió en el Regimiento Buin de Infantería. El 7 de noviembre de 1914, fue iniciado en la Logia Masónica «Perfecta Armonía» de la Gran Logia Simbólica del Paraguay en Concepción, con el rango de teniente primero de Infantería. En 1917, ascendió a capitán de infantería y, en noviembre de 1922, a mayor.
Fue seleccionado para asistir al curso de Estado Mayor en la École Supérieure de Guerre en Francia, donde desarrolló su interés por la guerra de movimiento, una estrategia avanzada en comparación con las tácticas de la Primera Guerra Mundial. Su primera experiencia militar en el desierto la realizó en Marruecos, en operaciones comandadas por el mariscal Louis Lyautey. Culminó su curso de tres años en 1927 y, en 1928, fue nombrado jefe de Estado Mayor del Ejército Paraguayo.
En 1918, fue designado secretario de la Secretaría del Ministerio de Guerra y Marina. En 1923, se convirtió en director de la Escuela Militar, donde también impartió clases de táctica. Fue subjefe y luego jefe de Estado Mayor General. En 1930, ascendió a segundo comandante de las Fuerzas Armadas del Paraguay y, en 1931, a inspector general del Ejército, cargo con el que marchó a Puerto Casado, comandando la 1.ª y 2.ª División de Infantería.

### Guerra del Chaco

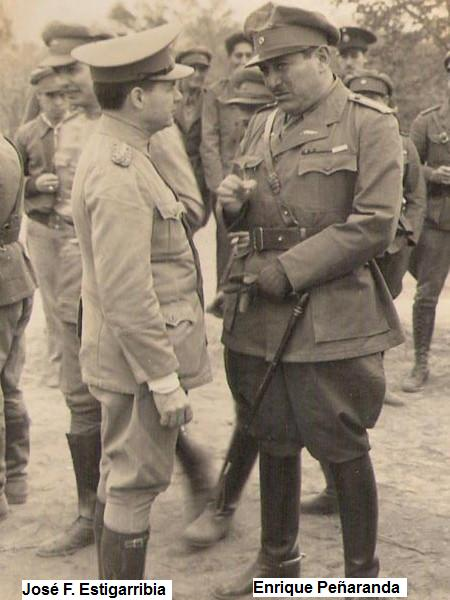
Reunión en Puesto Merino de los comandantes en jefe de ambos ejércitos después del armisticio, 18 de julio de 1935.

En 1932, José Félix Estigarribia fue designado comandante en jefe de las fuerzas paraguayas en el Chaco, sector sur, y en 1933 asumió la comandancia en jefe del Ejército Paraguayo. Durante la guerra del Chaco, lideró a las tropas paraguayas con notable estrategia militar, especialmente destacando su conducción en el desierto chaqueño, aplicando tácticas similares a las de una batalla naval. Fue criticado por ser conservador en los primeros meses del conflicto bélico, pero sus éxitos, como la victoria en la batalla de Campo Grande, consolidaron su reputación. El 28 de abril de 1933, asumió la comandancia en jefe, y fue confirmado en dicho cargo el 20 de septiembre de 1935.

### Posguerra
El 17 de febrero de 1936, tras la Revolución Febrerista, fue apresado y desterrado tras seis meses de reclusión. Regresó al Paraguay el 9 de febrero de 1938, tras el golpe del 17 de agosto de 1937, y en mayo de ese año fue enviado a Estados Unidos como enviado extraordinario.

## Presidente de la República (1939-1940)

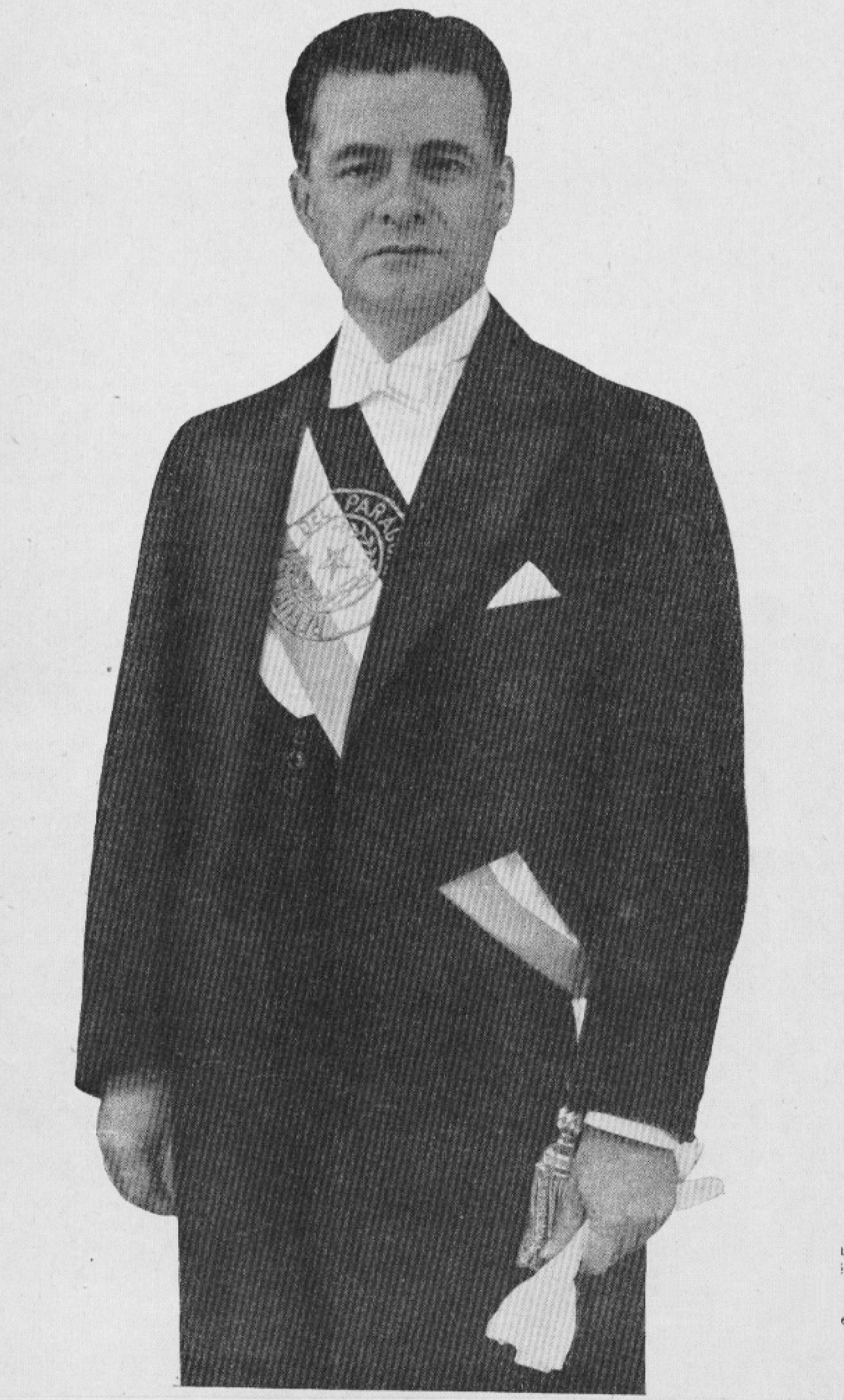
Estigarribia con la banda presidencial.

El 19 de marzo de 1939, el Partido Liberal oficializó su candidatura a la presidencia, y asumió el cargo el 15 de agosto de 1939. Su mandato, breve debido a su muerte prematura, estuvo marcado por una serie de reformas económicas y sociales, incluyendo la creación de ministerios y el impulso de proyectos de infraestructura, como la construcción de la ruta Asunción-Villarrica.
El 31 de enero de 1940, se produjo una rebelión en el Hospital de Clínicas, lo que resultó en la expulsión de nueve estudiantes de medicina y la renuncia de veintinueve profesores. El 16 de febrero de 1940, disolvió el Congreso y suspendió la Constitución, anunciando la restauración de la democracia una vez que se diseñara un nuevo marco constitucional.
Estigarribia implementó reformas como la creación de los ministerios de Gobierno y Trabajo, Obras Públicas, y Agricultura, Comercio e Industria, y aprobó un nuevo Estatuto Agrario que promovía la distribución de tierras a ciudadanos paraguayos. En 1940, impulsó una constitución autoritaria, ampliando los poderes del presidente de la República, incluyendo la facultad de disolver el Congreso y dictar decretos-leyes, además de crear un Consejo de Estado para asesorar al Ejecutivo.

## Fallecimiento
El 7 de septiembre de 1940, mientras viajaba con su esposa Julia Miranda Cueto desde Altos a su residencia en San Bernardino, su avión se estrelló en Aguai-hy, Loma Grande, con la muerte de todos los ocupantes. Su muerte resultó en un vacío de poder, siendo sucedido por Higinio Morínigo.
Póstumamente, fue ascendido al rango de mariscal de campo.
Su legado político perduró a través de la Constitución de 1940, que se mantuvo en vigor hasta 1967. Estigarribia fue sepultado junto a su esposa en el Panteón Nacional de los Héroes el 9 de septiembre de 1940.